# Ihor Hončar
Ihor Viktorovyč Hončar (ukrajinsky Ігор Вікторович Гончар; * 10. ledna 1993, Černovice) je ukrajinský fotbalový obránce, od července 2016 působící v týmu FK Senica. Je bývalý ukrajinský mládežnický reprezentant.

## Klubová kariéra
Svoji fotbalovou kariéru začal v klubu FK Bukovyna Černivci, kam se po roce strávném v mužstvu RVUFK Kyjev, vrátil. V roce 2011 přestoupil do celku FK Obolon-Brovar Kyjev. Před sezonou 2012/13 odešel na hostování do týmu PFK Dynamo Chmelnyckyj. Po půl roce se vrátil do svého mateřského klubu a následně uzavřel kontrakt se Šachtarem Doněck, kde působil pouze v C-týmu. V létě 2015 odešel hostovat do Hoverly Užhorod.

### FK Senica
V červenci 2016 se vydal na své první zahraniční angažmá, když se upsal slovenskému týmu FK Senica.

#### Sezona 2016/17
V dresu Senice debutoval 17. července 2016 v ligovém utkání 1. kola proti ŠK Slovan Bratislava (prohra 0:1), odehrál celý zápas.